# Finale de la Coupe Stanley 1918
Année précédente Année suivante
La finale de la Coupe Stanley 1918 fait suite aux saisons 1917-1918 de la Ligue nationale de hockey et de l'Association de hockey de la Côte du Pacifique (souvent désignée par les sigles LNH et PCHA). La finale est en réalité une seule série de rencontres entre les champions de la LNH, les Arenas de Toronto, et ceux de la PCHA, les Millionnaires de Vancouver. Les Arenas de Toronto remportent la Coupe en s'imposant sur le score de trois matchs à deux.

## Contexte
En Amérique du Nord et depuis 1893, la Coupe Stanley est décernée au « club de hockey champion du Dominion » au terme de défis qui peuvent être lancés par n'importe quelle équipe. En 1914, une équipe de la PCHA défie de manière non officielle les Blueshirts de Toronto champions de l'Association nationale de hockey. Il en résulte alors un accord entre les deux ligues selon lequel les champions des deux ligues s'affronteraient pour l'obtention de la Coupe Stanley. À la suite de la création de la LNH en remplacement de l'ANH, le champion de la nouvelle ligue a donc le droit d'affronter une équipe de l'Ouest pour la Coupe Stanley.
La finale de la LNH se joue en deux matchs aller-retour entre les Arenas de Toronto et les Canadiens de Montréal, le vainqueur étant désigné au total cumulé des buts. Chaque équipe remporte son match joué à domicile, mais, avec une avance de quatre buts à l'issue du match de Toronto, les joueurs des Arenas s'offrent le titre de champion des séries de la LNH.
Pour la finale de la PCHA, les joueurs des Metropolitans de Seattle sont opposés aux Millionnaires de Vancouver. L'équipe de Vancouver, emmenée par Cyclone Taylor, l'emporte grâce à un match nul 2-2 et une courte victoire 1-0, les Mets perdant seulement à cette occasion leur deuxième rencontre de la saison.

## Finale
En raison de divergences de règlements entre les deux ligues, un système d'alternance est mis en place. Les parties sont jouées une fois avec les règles de la LNH et une autre fois avec celles de la PCHA. La différence principale entre les deux règlements réside dans le nombre de joueurs, six pour la LNH alors que la PCHA compte en plus le poste de rover. Les équipes remportent toutes les parties jouées sous les règles de leur ligue respective.
Malgré Taylor qui inscrit neuf buts, Toronto remporte la série trois matchs à deux et gagne la première Coupe Stanley de son histoire grâce à un but de Corbett Denneny lors du dernier match.

### Résultats des matchs
| 20 mars | Arenas de Toronto | 5-3 (4-2, 1-1, 0-0) | Millionnaires de Vancouver | Mutual Street Arena 6 000 spectateurs |

| Feuille de match | Feuille de match | Feuille de match                | Feuille de match                                               | Feuille de match                 |
| ---------------- | --- | ------------------------------- | -------------------------------------------------------------- | -------------------------------- |
|                  | Noble (Mummery) — 8 min Meeking (Noble) — 10 min Noble (Skinner) — 11 min - Skinner (Mummery) — 19 min 50 s - Skinner (Meeking) — 33 min | 1-0 2-0 3-0 3-1 3-2 4-2 4-3 5-3 | - Taylor — 16 min Taylor (MacKay) — 17 min - MacKay — 30 min - | Arbitrage : Lou Marsh Steve Vair |
| Holmes           | Gardiens | Lehman                          |                                                                | Arbitrage : Lou Marsh Steve Vair |
|                  | |                                 |                                                                | Arbitrage : Lou Marsh Steve Vair |
|                  | |                                 |                                                                | Arbitrage : Lou Marsh Steve Vair |

| 23 mars | Arenas de Toronto | 4-6 (1-1, 1-3, 2-2) | Millionnaires de Vancouver | Mutual Street Arena 5 500 spectateurs |

| Feuille de match | Feuille de match                                                                                        | Feuille de match                        | Feuille de match                                                                                                  | Feuille de match                   |
| ---------------- | --- | --------------------------------------- | --- | ---------------------------------- |
|                  | Skinner (Mummery) — 17 min - Cameron — 36 min - Skinner (Mummery) — 48 min - Skinner (Denneny) — 56 min | 1-0 1-1 1-2 1-3 1-4 2-4 2-5 3-5 3-6 4-6 | - Taylor (MacKay) — 18 min Taylor — 22 min MacKay — 26 min MacKay — 34 min - Griffis — 46 min - MacKay — 50 min - | Arbitrage : George Irvine Art Ross |
| Holmes           | Gardiens                                                                                                | Lehman                                  | | Arbitrage : George Irvine Art Ross |
|                  | |                                         | | Arbitrage : George Irvine Art Ross |
|                  | |                                         | | Arbitrage : George Irvine Art Ross |

| 26 mars | Arenas de Toronto | 6-3 (3-0, 2-2, 1-1) | Millionnaires de Vancouver | Mutual Street Arena |

| Feuille de match | Feuille de match                                                                                        | Feuille de match                    | Feuille de match                                                                | Feuille de match                 |
| ---------------- | --- | ----------------------------------- | ------------------------------------------------------------------------------- | -------------------------------- |
|                  | Cameron — 5 min Skinner — 8 min Denneny — 13 min - Cameron — 31 min Denneny — 34 min - Skinner — 53 min | 1-0 2-0 3-0 3-1 4-1 5-1 5-2 5-3 6-3 | - - McDonald — 26 min - Taylor (McDonald) — 36 min Taylor (McDonald) — 43 min - | Arbitrage : Lou Marsh Steve Vair |
| Holmes           | Gardiens                                                                                                | Lehman                              |                                                                                 | Arbitrage : Lou Marsh Steve Vair |
|                  | |                                     |                                                                                 | Arbitrage : Lou Marsh Steve Vair |
|                  | |                                     |                                                                                 | Arbitrage : Lou Marsh Steve Vair |

| 28 mars | Arenas de Toronto | 1-8 (0-1, 1-3, 0-4) | Millionnaires de Vancouver | Mutual Street Arena |

| Feuille de match | Feuille de match                    | Feuille de match                    | Feuille de match | Feuille de match                   |
| ---------------- | ----------------------------------- | ----------------------------------- | --- | ---------------------------------- |
|                  | - Randall (Skinner) — 24 min 26 s - | 0-1 0-2 1-2 1-3 1-4 1-5 1-6 1-7 1-8 | Taylor (MacKay) — 5 min Stanley — 24 min - MacKay — 31 min 6 s Stanley — 33 min 6 s Taylor — 46 min Ll. Cook — 53 min McDonnald — 53 min 45 s Ll. Cook — 55 min | Arbitrage : Art Ross Odie Cleghorn |
| Holmes           | Gardiens                            | Lehman                              | | Arbitrage : Art Ross Odie Cleghorn |
|                  |                                     |                                     | | Arbitrage : Art Ross Odie Cleghorn |
|                  |                                     |                                     | | Arbitrage : Art Ross Odie Cleghorn |

| 30 mars | Arenas de Toronto | 2-1 (0-0, 0-0, 2-1) | Millionnaires de Vancouver | Mutual Street Arena |

| Feuille de match | Feuille de match                             | Feuille de match | Feuille de match                  | Feuille de match                        |
| ---------------- | -------------------------------------------- | ---------------- | --------------------------------- | --------------------------------------- |
|                  | Skinner — 40 min 3 s - Denneny — 50 min 30 s | 1-0 1-1 2-1      | - Taylor (MacKay) — 49 min 30 s - | Arbitrage : Harvey Pulford Dubbie Bowie |
| Holmes           | Gardiens                                     | Lehman           |                                   | Arbitrage : Harvey Pulford Dubbie Bowie |
|                  |                                              |                  |                                   | Arbitrage : Harvey Pulford Dubbie Bowie |
|                  |                                              |                  |                                   | Arbitrage : Harvey Pulford Dubbie Bowie |

### Effectif champion
L'effectif de l'équipe des Arenas déclaré champion de la Coupe Stanley est le suivant :
- Gardiens de but : Hap Holmes et Arthur Brooks[Note 1] (remplaçant)
- Défenseurs : Harry Cameron, Ken Randall (C) et Harry Mummery
- Centres : Reg Noble, Corbett Denneny et Jack Adams
- Ailiers : Alf Skinner, Rusty Crawford, Jack Coughlin, Harry Meeking et Jack Marks
- Dirigeants :
  - Président : Charlie Querrie
  - Entraîneurs : Dick et Frank Carroll